# Kenji Ōnuma
Kenji Ōnuma (jap. 大沼 賢治, Ōnuma Kenji; * 12. März 1931) ist ein ehemaliger japanischer Gewichtheber und Bodybuilder.

## Leben
Als Ōnuma zu Beginn der 1950er Jahre die Waseda-Universität in Tokio besuchte, fing er zu rudern an und qualifizierte sich auch für die Rudermannschaft der Universität. Da er für einen Ruderer relativ klein und leicht war, versuchte er diesen Nachteil durch das Training mit Gewichten auszugleichen. Auf diese Weise lernte er Minoru Kubota kennen, der ihn ganz für das Gewichtheben gewann und in den nächsten Jahren sein Trainer war. Zu Beginn des Jahres 1954 bestritt er seinen ersten Wettkampf und erreichte 305 kg im olympischen Dreikampf im Leichtgewicht (damals bis 67,5 kg Körpergewicht). Im Jahr 1956 schaffte er in der japanischen Olympiaausscheidung im Leichtgewicht bereits 355 kg und wurde für die Olympischen Spiele in Melbourne nominiert, wo er den 4. Platz belegte und eine Medaille nur um 2,5 kg verfehlte. Er startete noch einige Jahre mit Erfolg als Gewichtheber. Im Jahr 1958 stellte er einen Weltrekord im Stoßen auf. Daneben war er auch als Bodybuilder aktiv. Er wurde in dieser Sportart 1954 und 1955 japanischer Meister in der leichten Klasse.

## Sportliche Erfolge

### Internationale Erfolge
(OS = Olympische Spiele, WM = Weltmeisterschaften, Le = Leichtgewicht)
- 1956, 4. Platz, OS in Melbourne, Le, mit 367,5 kg, hinter Igor Rybak, UdSSR, 380 kg, Rafael Schabutinow, UdSSR, 372,5 kg und Kim Chang-hee, Südkorea, 370 kg;
- 1958, 2. Platz, Asian Games in Tokio, Le, mit 375 kg, hinter Tan Howe Liang, Singapur, 375 kg und vor Henrik Tamraz, Iran, 370 kg;
- 1958, 1. Platz, Int. USA-Meisterschaften, Le, mit 360 kg, vor Joe Pitman, USA, 350 kg;
- 1958, 1. Platz, Turnier in Tokio, Le, mit 382,5 kg, vor Hiroshi Yamazaki, Japan, 372,5 kg und Takahiro Yamaguchi, Japan, 355 kg;
- 1960, unplatziert, OS in Rom, wegen dreier Fehlversuche im Drücken;
- 1961, 6. Platz, WM in Wien, Le, mit 372,5 kg, Sieger: Waldemar Baszanowski, Polen, 402,5 kg vor Sergej Lopatin, UdSSR, 400 kg;
- 1962, 6. Platz, WM in Budapest, Le, mit 367,5 kg, Sieger: Wladimir Kaplunow, UdSSR, 415 kg vor Baszanowski, 412,5 kg;
- 1963, 7. Platz, WM in Stockholm, Le, mit 377,5 kg, Sieger: Marian Zieliński, Polen, 417,5 kg vor Baszanowski, 410 kg.

### Weltrekord
im Stoßen:
- 155 kg, 1958 in Tokio, Le.